# 오보에테테이이요/DuDiDuWa*lalala
《오보에테테이이요/DuDiDuWa*lalala》(일본어: 覚えてていいよ/DuDiDuWa＊lalala 오보에테테이이요/두디디와 라라라[*])는 2004년 8월 11일 제네온 엔터테인먼트를 통해 발매된 KOTOKO의 메이저 데뷔 앨범.

## 개요
- 초회한정판에는 〈KOTOKO×마법소녀가 아루스 콜라보레이션 스티커〉가 동봉.
- 2집 앨범 〈유리의 미풍〉에는 〈覚えてていいよ〉가 수록.

## 수록 곡
1. 覚えてていいよ [4:11]
작사 : KOTOKO/작곡・편곡 : 나카자와 도모유키
2. DuDiDuWa＊lalala [5:17]
작사 : KOTOKO/작곡 : 나카자와 도모유키, KOTOKO/편곡 : 나카자와 도모유키
  - NHK교육 테레비 애니메이션 〈마법소녀가 아루스〉엔딩 테마
  - 아름답고 푸른 도나우의 편곡된 버전을 포함한 곡.
3. 覚えてていいよ (Original Karaoke)
4. DuDiDuWa＊lalala (Original Karaoke)

## 같이 보기
- I've
- 아름답고 푸른 도나우